# ماكس والاس
ماكس والاس هو صحفي كندي، ولد في عقد 1960 في الولايات المتحدة.

## وصلات خارجية
- ماكس والاس على موقع IMDb (الإنجليزية)